# گوآنیدینیوم کلرید
گوآنیدینیوم کلرید (به انگلیسی: Guanidinium chloride) یک ترکیب شیمیایی با شناسه پاب‌کم ۱۰۸۵۵۳۸۲ است. شکل ظاهری این ترکیب، دستگاه بلوری راست‌لوزی است.